# Bassin versant de la Meuse
Le bassin hydrographique ou bassin versant de la Meuse est le territoire en France, au Grand-Duché de Luxembourg, en Belgique, en Allemagne et aux Pays-Bas dont toutes les eaux de ruissellement s'écoulent vers la mer du Nord à travers la Meuse et ses affluents.

## Généralités
Le bassin irrigue 9 millions d'européens. 
Sa superficie étant de 36 000 km2, dont (environ) :
- en France : 9 000
- au Luxembourg : 500
- en Belgique : 14 000, dont
  - en Région wallonne : 12 000
  - en Région flamande : 2 000
- en Allemagne : 4 000
- aux Pays-Bas : 8 000

Les gouvernements de ces cinq pays et des trois régions de Belgique ont signé en 26 avril 1994 un Accord international sur la Meuse, à Charleville-Mézières. Une Commission Internationale de la Meuse a été instituée pour mettre l'accord en œuvre.
Un nouvel accord a été signé le 3 décembre 2002 à Gand, pour une entrée en vigueur le 1er décembre 2006.

## Les affluents
Classés à partir de l'embouchure :

### Confluent aux Pays-Bas
- Grevelingen, Krammer, Volkerak
  - Steenbergse Vliet (Steenbergen)
    - Aa ou Molenbeek (Rosendael)

  - Dintel (Dinteloord)
    - Mark (Zevenbergen)
      - Aa of Weerijs (Bréda)
- Meuse (Bergsche Maas, Amer, Hollands Diep et Haringvliet)
  - Donge (Mont-Sainte-Gertrude)
  - Dieze (Bois-le-Duc)
    - Aa (Bois-le-Duc)
    - Dommel (Bois-le-Duc)
      - Esschestroom (Halder)
        - Voorste Stroom (Oisterwijk)
        - Reusel of Achterste Stroom (Oisterwijk)

      - Beerze

  - Raam (Grave)
  - Niers (Gennep)
  - Rour (Rur en Allemand, Roer en néerlandais, Roule en Wallon) (Ruremonde)
    - Wurm (Heinsberg)
    - Inde (Juliers)
    - Urft (Rurberg)
      - Olef

  - Swalm (Swalmen)
  - Geleenbeek
    - Roode Beek
    - Vloedgraaf

  - Gueule (Meerssen)
    - Galoppe (Gulpen)
    - Lontzenerbach (La Calamine)

  - Geer (Maastricht)
    - Yerne (Oreye)
    - Mule (Oleye)

  - Foron (en néerlandais : Voer) (Eijsden)

### Confluent en Belgique
- Berwinne (Fourons)
  - Bolland (Dalhem)
  - Asse (Mortroux)
  - Bel (Aubel - Abbaye du Val-Dieu)
  - Bèfve (Thimister)
- Julienne (Argenteau)
- Rida (Herstal)
- Légia (Liège)
- Ourthe (Liège)
  - Vesdre (Chênée)
    - Mosbeux (Trooz)
    - Hoëgne ou Hogne (Pepinster)
      - Wayai (Franchimont)
        - Chawion (Spixhe)
        - Eau Rouge (Wayai) (Spa)

      - Statte (Solwaster)

    - Gileppe (Limbourg)
      - Louba

    - Getzbach
    - Helle (Eupen)
      - Spoorbach  (Herzogenhügel)
      - Soor (Baelen)

  - Gobry (Méry)
  - Haze (Esneux)
  - Amblève (Comblain-au-Pont)
    - Fond de Harzé (Aywaille)
    - Rubicon (rivière souterraine - Remouchamps)
    - Ninglinspo ou Ruisseau du Hornay (Aywaille-Nonceveux)
    - Chefna (Fonds de Quareux)
    - Lienne (Stoumont)
      - Chavanne (Trou de Bra)
      - Follerie (Pont de Villettes)
      - Groumont (Lierneux-Hierlot)

    - Roannay (La Gleize)
    - Salm (Trois-Ponts)
      - Golnay (Salmchâteau)
      - Eau de Ronce (Salmchâteau)

    - Eau Rouge (Stavelot)
      - Hockai (Francorchamps)

    - Warche (Malmedy-Warche)
      - Bayehon (Robertville)
      - Warchenne (Malmedy)
      - Trôs Marets (Bévercé)
      - Holzwarche (Wirtzfeld)

    - Rechterbach (Pont-Malmedy)
    - Emmels (Amblève)

  - Boé (Comblain-la-Tour)
  - Néblon (Hamoir)
  - Nanchenioule (Sy)
  - Lembrée (Vieuxville)
    - Velle (Ferot)

  - Aisne (Bomal)
    - Vieux-Fourneau (Aisne)
    - Amante (Mormont)
    - Estinale (Fanzel)
    - Alu (Forge à la Piez)

  - Eau d'Heure (Fronville)
    - Marchette (Fronville)

  - Isbelle (Hotton)
  - Bronze (La Roche-en-Ardenne)
  - Ourthe orientale (Houffalize)
    - Martin-Moulin (Houffalize)
      - Belle-Meuse (Achouffe)
      - Chevral (Achouffe)

    - Petite-Eau (Houffalize)
    - Cowan (Houffalize)

  - Ourthe occidentale (Houffalize)
    - Rouette (Bertogne)
    - Basseille (Sainte-Ode)
    - Laval (Lavacherie)
    - Freux (Moircy)
- Villencourt (Val-Saint-Lambert)
- Awirs (Awirs)
- Fond d'Oxhe (Ombret)
  - Falogne (Ombret)
- Hoyoux (Huy)
  - Lilot (Marchin)
  - Triffoy (Marchin)
  - Vyle (Modave)
  - Bonne (Modave)
  - Ossogne (Modave)
- Mehaigne (Huy)
  - Burdinale (Huccorgne)
  - Marka (Harlue)
  - Nachaux (Noville-sur-Mehaigne)
  - Soile (Ambresin)
    - Batterie (Hemptinne)
- Solières (Ben-Ahin)
- Samson (Namêche)
  - Tronquoy (Goyet)
  - Struviaux (Goyet)
- Gelbressée (Marche-les-Dames)
- Houyoux (Namur)
- Sambre (Namur)
  - Orneau (Jemeppe-sur-Sambre)
    - Ligne (Mazy)
    - Arton (Vichenet)
    - Baudecet (Sauvenière)

  - Biesme (Aiseau)
  - Hanzinne (Châtelet)
  - Eau d'Heure (Charleroi)
    - Thyria (Berzée)
    - Yves (Walcourt)

  - Piéton (Charleroi)
  - Biesmelle (Thuin)
  - Laubac (Lobbes)
  - Hante ou Hantes (Labuissière)
  - Thure (Solre-sur-Sambre)
  - Solre (Rousies (France))
  - Helpe Majeure (Noyelles-sur-Sambre (France))
    - Eau d'Eppe (Eppe-Sauvage (France))

  - Helpe Mineure (Maroilles (France))
  - Riviérette (Landrecies (France))
- Dave (Dave)
- Tailfer (Lustin)
- Burnot (Profondeville)
- Annevoie (Annevoie-Rouillon)
- Bocq (Yvoir)
- Molignée (Anhée)
  - Flavion
- Fonds de Leffe (Leffe-Dinant)
- Lesse (Anseremme)
  - Almache (Daverdisse)
  - Hileau (Houyet)
  - Biran (Wanlin)
  - Vachaux (Villers-sur-Lesse)
  - Wimbe (Villers-sur-Lesse)
  - Lomme, Lhomme ou L'Homme (Éprave)
    - Wamme (Jemelle)
    - Masblette (Masbourg)

  - Our (Our)
- Feron (Hastière-Lavaux)
- Hermeton (Hastière)
  - Chinelle (Romedenne)

### Confluent en France
- Houille (Givet)
- Viroin (Vireux-Molhain)
  - Eau Blanche (Viroinval)
    - Brouffe

  - Eau Noire (Viroinval)
  - Luve (Molhain)
- Alyse (Fumay)
- Faux (Revin)
- Semois (Semoy en France) (Monthermé)
  - Aleines (Auby-sur-Semois)
  - Vierre (Jamoigne)
  - Rulles ou Rule (Tintigny)
    - Anlier
    - Arlune (Habay-la-Neuve)
    - Mandebras
    - Mellier (Habay-Rulles)

  - Saint-Jean (Hautes-Rivières)
  - Antrogne (Herbeumont)
- Goutelle (Nouzonville)
- Sormonne (Charleville-Mézières)
  - Audry (Sormonne)
  - Thin (Haudrecy)
- Vence (Charleville-Mézières)
- Bar (Vrigne-Meuse)
  - Bièvre (Brieulles-sur-Bar)
  - Bairon (Tannay)
- Vrigne (Vrigne-Meuse)
  - Claire (Vrigne-aux-Bois)
- Givonne (Bazeilles)
- Chiers (Korn, Kor ou Kuer au Luxembourg) (Bazeilles)
  - Brüll
  - Messancy (Athus)
  - Aulnois (Carignan)
    - Matton (Carignan)

  - Marche (La Ferté-sur-Chiers)
  - Loison (Montmédy)
    - Thinte (Vittarville)
    - Azanne (Billy-sous-Mangiennes)

  - Thonne (Thonne-les-Près)
  - Othain (Montmédy)
  - Ton (Écouviez)
    - Radru (Lamorteau)
    - Chevratte (Dampicourt)
    - Vire (Virton)
      - Batte

  - Crusnes ou Crusne (Mercy-le-Bas, Longuyon)
    - Pienne (Boismont)
- Ennemane (Remilly-Aillicourt)
- Yoncq (Mouzon)
- Wame (Létanne)
- Wiseppe (Laneuville-sur-Meuse)
- Andon (Dun-sur-Meuse)
- Forges (Forges-sur-Meuse)
  - Montzéville (Béthincourt)
- Scance (Thierville-sur-Meuse)
- Dieue (Dieue-sur-Meuse)
- Récourt (Tilly-sur-Meuse)
- Rupt (Troyon)
- Creuë (Maizey)
- Saulx (Lérouville)
- Aroffe (Rigny-la-Salle)
- Méholle (Void-Vacon)
- Vair (Domrémy-la-Pucelle)
  - Petit Vair (Saint-Remimont)
  - Vraine (Removille)
  - Frezelle (Soulosse-sous-Saint-Élophe)
- Saônelle (Coussey)
- Mouzon (Neufchâteau)
  - Bani (Certilleux)
  - Anger ou Auger (Circourt-sur-Mouzon)
- Flambart (Audeloncourt)